# Fédération de Malte de basket-ball
La Fédération de Malte de basket-ball ou MBA, est une association, fondée en 1967, chargée d'organiser, de diriger et de développer le basket-ball à Malte.
La MBA représente le basket-ball auprès des pouvoirs publics ainsi qu'auprès des organismes sportifs nationaux et internationaux et, à ce titre, Malte dans les compétitions internationales. Elle défend également les intérêts moraux et matériels du basket-ball maltais. Elle est affiliée à la FIBA depuis 1967, ainsi qu'à la FIBA Europe.